# Однокласники
Однокласники (рос. Одноклассники) — підсанкційна російська соціальна мережа, яка належить компанії VK (колишня — Mail.ru Group).
Згідно з рішенням Ради національної безпеки і оборони України від 28 квітня 2017 року доступ до сайту соціальної мережі Однокласники блокується з території України. Це блокування проводиться в рамках санкцій України проти Росії, введених за анексію Криму і агресію на Донбасі та спрямоване на забезпечення інформаційної безпеки України.

## Історія

### 2006 рік
Проєкт був запущений у березні 2006 року. Творець сайту, Попков Альберт Михайлович, що живе в Лондоні і працює в сфері телекомунікацій, брав участь у створенні подібних проєктів в інших країнах Європи. Так що Однокласники з'явилися як російський аналог популярних в Європі соціальних мереж. З березня по листопад 2006 проєкт існував як хобі і в комерційному плані згадувався тільки в дружньому рекламному агентстві як новий майданчик для розміщення реклами. Кількість користувачів, що зареєструвалися на сайті, зростала в геометричній прогресії, тому засновником проєкту було прийнято рішення про створення окремої юридичної особи.
У листопаді 2006 року сайт нараховував вже 1,5 млн користувачів.

### 2007—2010 роки
- До липня 2007 року сайт Одноклассники.ru збільшив свою аудиторію в 2 рази до 3 млн користувачів.
- У серпні 2008 року був зареєстрований 20-мільйонний користувач.
- У липні 2009 року сайт Одноклассники.ru зайняв п'яте місце за щомісячним охопленням для аудиторії російських інтернет-користувачів 14-55 років серед всіх російськомовних ресурсів.
- У 2010 році на сайті Одноклассники.ru зареєстровано більше 45 млн користувачів. За даними TNS Web Index 56 % аудиторії становлять користувачі у віці 25-44. Частка керівників і фахівців 19 % і 28 % відповідно.
- На початку квітня 2010 на сайті з'явилися ігри в beta-тестування, розробниками яких стала компанія i-Jet.[6]

### 2011 рік
- 15 лютого з'явився розділ «Відео», в якому представлений контент партнера соціальної мережі — відеохостингу «YouTube».
- 7 квітня з'явилася можливість поділяти друзів на групи.
- 31 травня мережа запровадила єдину авторизацію, за допомогою якої її користувачі зможуть використовувати свій логін та пароль для авторизації на сторонніх сайтах.
- 1 червня адміністрація мережі запустила в режимі бета-тестування новий розділ «Музика», в якому користувачі можуть відтворювати і завантажувати MP3-файли.
- 5 липня соціальна мережа дозволила користувачам «прив'язувати» до облікового запису до трьох банківських карток.[7]
- 19 вересня соціальна мережа почала індексувати відеоролики з YouTube.
- 27 вересня користувачам стала доступна нова верхня панель «Однокласники». На ній розташовуються посилання на різні проєкти компанії Mail.Ru Group.[8]

### 2012 рік
- 26 квітня кількість зареєстрованих акаунтів сягнула 135 мільйонів.
- 30 травня з'явилася можливість скористатися платними послугами при нульовому балансі. При наступному поповненні балансу сума, яка була взята в кредит, знімається з рахунку.
- 29 червня з'явилася можливість викачувати композиції, офіційно надані правовласниками.
- 30 жовтня очільник соціальної мережі Ілля Широков на конференції «Mail.Ru Group Update» оголосив про запуск інтернет-радіо всередині сайту.
- 31 жовтня користувачам надали безкоштовну можливість змінювати дизайн сторінок за своїм смаком, вибираючи з 39 наданих тем.

### 2013 рік
- 1 січня кількість зареєстрованих становила близько 205 мільйонів.
- 14 лютого «Однокласники» сягнули позначки 40 мільйонів користувачів у день.
- 16 лютого з'явилася можливість створювати опитування в групах.
- 25 березня сайт став доступним вірменською мовою.[9]
- 4 квітня доступ до сайту був закритий для всіх користувачів. З 5 квітня сайт працює, але із збоями: багато сервісів недоступні.[10][11] З 7 квітня робота сайту відновлена у повному об'ємі[12].
- 14 червня сайт став доступний на таджицькій мові. За даними LiveInternet, число відвідувачів «Odnoklassniki.ru» із Таджикистану в місяць становить 500 тис. чоловік, із яких понад 20 % заходять на сайт через мобільні пристрої[13]. За офіційними повідомленнями таджицька мова стала останньою у СНД, на якій офіційно вийде сайт «Однокласники»[14].

### 2014 рік
- 30 січня з'явилась можливість відмітити себе на фотокартці друга.
- 6 лютого в розділі «Фотоальбоми» в групах з'явився пошук.
- 13 лютого з'явилась можливість «Поділітись» відео.
- 21 травня з'явилась можливість ділитись фотокартками в повідомленнях.
- 23 травня з'явилась можливість підписатися на відеоканал.
- 25 липня в розділах «Повідомлення» та «Обговорення» з'явились нові смайлики «Емодзі».
- 7 серпня соціальна мережа стала доступною на новому домені ok.ru. Колишня адреса також залишається доступною.
- 8 серпня в галереї тем оформлення з'явились нові теми, створені спеціально для соціальної мережі Карімом Рашидом.
- 15 вересня з'явилась можливість надсилати відео в повідомленнях.
- 30 жовтня був повністю оновлений дизайн розділу «Повідомлення». Також цього дня додаток «Модератор Одноклассников» з'явився на мобільних пристроях Android
- Також варто зазначити, що цього року користувачам почали приходити повідомлення про дні народження інших користувачів.

### 2015 рік
- 9 травня в соціальній мережі велася пряма трансляція параду Перемоги і Святкового салюту в Москві, а також в інших містах Росії.
- 26 травня в ОК запустився новий формат, через який можна просувати групи — слот в стрічці новин.
- 29 травня запущена партнерська програма, в якій групи зможуть заробляти на своєму контенті.
- 22 липня збільшили розміри завантаження зображень по API до 1680х1680.
- 22 липня «Однокласники» запустила програму виплат за знайдені вразливості на сайті і в зовнішніх віджети сервісу.
- 11 серпня в групах з'явилися відео канали.
- 11 вересня запустили премодерацію публікацій в групах.
- 16 вересня — в Одноклассниках можна просувати пости.
- 1 жовтня в «Одноклассниках» з'явилися промопости — рекламні публікації в групах, які можна зорієнтувати на аудиторію за межами спільноти.
- В Одноклассниках з'явилися «карма» групи. Це означає, що замість миттєвого бана за порушення вимог до размещаемому контенту вводиться багатоступенева блокування.
- 16 жовтня — додали розділ «Штрафні бали»
- 22 жовтня — можна переносити ролики в відеоканали за допомогою функції «Drag & падіння».
- 5 листопада «Однокласники» перекладені на німецьку та турецьку мови.
- 13 листопада з'явився лічильник фотографій.
- 25 листопада запустив новий рекламний формат — публікації відео з автозапуском. Налаштування рекламної кампанії з таким інструментом організована на платформі MyTarget і не відрізняється від кампанії зі звичайними промопостамі.
- 2. грудня Тепер при додаванні посилання на групу користувача, користувач буде отримувати повідомлення про це. Ці оповіщення отримуватимуть модератори як в вебверсії, так і в мобільній. Крім того, в мобільній версії ОК тепер є видалення посилань групи.

### 2016 рік
- З'явилася функція грошових переказів між користувачами
- Початок року:
  - Користувачі: 51 млн осіб на добу, 300 млн переглядів відео на добу
  - ОК — другий сайт в рунеті за переглядами відео (ComScore)
- 1. березня «Однокласники» запустили трансляцію (прямі ефіри) в спільнотах
- 1. квітня запустили нову функціональність — продовження терміну блокування і видалення користувачів з групи. Це поширюється тільки на заблокованих користувачів.
- 26 квітня «Однокласники» запускає підписки на новини спільноти

- 26 квітня запустили можливість підписатися на оновлення груп.
- На початку березня «Однокласники» оголосили про запуск трансляцій в групах.

- У квітні керівництво сервісу «Однокласники» оголосило про свій намір першим з російських соціальних мереж запустити власний месенджер — «ОК Повідомлення». Після тестів в ряді країн СНД мобільний додаток має бути доступне і користувачам в РФ.

### 2017 рік
Указом № 133/2017 від 15 травня 2017 року Президент України Петро Порошенко ввів у дію рішення РНБО України від 28 квітня 2017 року «Про застосування персональних спеціальних економічних та інших обмежувальних заходів (санкцій)» яким заборонив інтернет-провайдерам надавати послуги з доступу користувачам мережі інтернет до низки російських інформаційних ресурсів та порталів, зокрема, й соціальних мереж ВКонтакте і Одноклассники.

## Критика

### Обмеження на посилання
На сайті заборонено робити посилання на одного з головних конкурентів сайту Одноклассники.ru — сайт ВКонтакте. Так, посилання з текстом «[vk.com|vkontakte.ru]» не відправляються зовсім, користувач отримує попередження «в тексті повідомлення містяться неприпустимі слова або вислови», а текст «vkontakte» замінюється на «vkonyakte». Варто відзначити, що на сайті «ВКонтакті» подібних обмежень немає.
Крім цього, в статусі і підписах до фотографій заборонено робити посилання на будь-які інші сайти — вбудований парсер перевіряє текст і, знаходячи фрази, схожі на URL, повідомляє про «неприпустимі вирази». У той же час розділ «про себе» і так званий форум на адреси сайтів не перевіряються.

### Платні реєстрація та сервіси
З жовтня 2008 року зареєструвати безкоштовно можна тільки обмежений у функціональності обліковий запис. У даній версії користувачі можуть надсилати повідомлення, завантажувати і оцінювати фотографії, залишати коментарі у форумах і відвідувати сторінки інших користувачів. Щоб отримати можливість користуватися цими функціями, необхідно надіслати платне SMS-повідомлення.
Крім того, сайт надає низку платних послуг: місце для додаткових фотографій, видалення оцінок та добрі оцінки своїх фотографій, відключення повідомлення про те, що користувач перебуває в мережі, надання широкого вибору «смайлів».
З 23 січня 2009 року з'явилася нова послуга, яка дозволяє очистити сторінку від непрошених гостей, видаляючи їх зі списку переглядів. Також тепер можна закривати сторінку від всіх, крім друзів.
З квітня 2010 року запущений сервіс «Ігри», у якому також пропонується покращувати свої ігрові можливості за електронні гроші і платні SMS-повідомлення.
31 серпня 2010 року керівництво соцмережі скасувало платну реєстрацію. Офіційною причиною була зазначена «розробка нових ефективних способів боротьби зі спамерами». Цей спосіб зводиться до активації нової зареєстрованої анкети прив'язкою до конкретного номера мобільного телефону. Раніше цей метод було використано на сайті «ВКонтакте». В результаті впровадження цієї системи кількість спамерів зменшилася не на багато.

### Конфіденційність
Кожен користувач бачить імена всіх, хто заходив подивитися на його анкету. Крім того, всі публічні дії користувачів (повідомлення у форумах, додавання друзів, завантаження фотографій) відображаються в доступній іншим користувачам «Стрічці активності». Нещодавно почала діяти платна послуга «Невидимка», при включенні якої той, кого ви відвідували, не дізнається, хто ви.
Одним із способів забезпечення приватності є створення віртуала. У стрічці активності ж залишаються тільки записи загального плану, без вказівки старих прізвища та імені. Іншим способом прибрати інформацію про відвідування є видалення облікового запису, після якого у всіх відвіданих вами користувачів згадка про факт заходу перестає відображатися.

### Антиукраїнські спільноти
На сайті створюються та функціонують відверто ворожі до України групи, які вільно розпалюють сепаратистські настрої.
Так, 19 травня 2014 року було створено групу «Новости Новороссии», до якої (за твердженням на її сайті) наприкінці 2015 входило більше 25 тисяч учасників.
На цьому сайті у найнейтральніші новини вкладається настрій ненависті до України.
Так, 17 грудня 2015 року, після відмови приймати російські рублі від т. зв. «мера» Донецька, закрилася «Львівська майстерня шоколаду»., яка знаходилася у центрі Донецька, за Драматичним театром, по бульвару Пушкіна, 16.
«Новости Новороссии» пишуть про цю подію у такому (це ще невластиво м'якому) тоні: «Львовская кофейня по-скотски попрощалась с Донецком».

### Спам
Деякі користувачі відзначають, що від їхнього імені відправляються повідомлення друзям. При цьому в папці вихідних повідомлень відправника цих повідомлень немає. У цих повідомленнях містяться спам або прохання грошей. Такі повідомлення відправляються шахраями за допомогою вірусів-червів, що одержали доступ до комп'ютера користувача. Ця ж проблема характерна і для головного конкурента соціальної мережі — сайту ВКонтакті. Після введення плати за активацію реєстрації кількість спаму помітно зменшилося, але він не зник повністю.

### Інтерфейс
За спостереженнями деяких користувачів інтерфейс сайту складний у використанні.
Також користувальницький інтерфейс однокласників має деякі обмеження:
- Користувач шукає потрібну людину через друзів і фаворитів. Один раз збережена посилання в наступній сесії вже не спрацює, тому що всі посилання захищені контрольною сумою tkn.
- Географічний пошук здійснюється по конкретній назві міста, але не області чи району.
- Кількість друзів обмежена числом 500.

### Небезпеки
Сайт «Однокласники», як і інші подібні соціальні мережі, іноді використовується банківськими колекторами для пошуку боржників, різними спецслужбами, у тому числі ФСБ Росії, для пошуку потрібних їм осіб. При цьому спецслужби мають повний доступ до даних користувача, що дає їм можливість читати повідомлення будь-якого користувача, переглядати історію редагування профілю, і навіть мати доступ до вже видаленого профілю. Рідше, соціальні мережі використовуються злочинцями для пошуку жертв.
Із 1 серпня 2014 року в Росії набув чинності закон, який надає право Федеральній службі безпеки РФ отримувати всі особисті дані користувачів російських інтернет-ресурсів. Оскільки «Однокласники» розміщений на території Російської Федерації, новий закон поширюється на користувачів цієї соціальної мережі. Якщо раніше ФСБ мало можливість переглядати інформацію інтернет-користувачів лише після попереднього звернення до суду, то тепер російські спецслужби прямо будуть переглядати потрібну їм інформацію.

## Премії
- 2011 рік;— 3-е місце в «Технології та інновації» Премії Рунету.
- 2009 рік — «Розчарування року» в мережевому конкурсі РОТОР.[28]
- 2008 рік — Гран-прі в номінації «Вплив на офлайн» в мережному професійному конкурсі Російського Онлайн ТОР (РОТОР) 2008 і РОТОР ++.
- 2008 рік — Гран-прі в конкурсі Master of Brandbuilding.
- 2007 рік — Премія Рунета у номінації «Культура і масові комунікації».
- 2007 рік — 3-тє місце в «Народній десятці» Премії Рунета, поступився сайту Bash.org.ru і ВКонтакті.[29]
- 2007 рік — «проєкт року» в мережевому конкурсі РОТОР++.[30]
- 2007 рік — перша російська щорічна загальнонаціональна премія в галузі індустрії розваг «Russian Entertainment Awards» у номінації «Вебсайт року».
- 2006 рік — Премія Рунета в номінації «Здоров'я і відпочинок».
- 2006 рік — 4-те місце у «Народній десятці» Премії Рунета.

## Компанія
Офіс компанії розташований за адресою: Росія, Москва, Північний адміністративний округ, район Аеропорт, Ленінградський проспект, 47, будова 2, бізнес-центр «Авіон», 5-й поверх.

## Власники
У вересні 2007-го засновнику Odnoklassniki.ru Альберту Попкову належало 31,9 % компанії, а його дружині Ірині — 31,8 %, 18 % акцій було в Digital Sky Technologies і 18,3 % — в естонської Ou Tobias. У вересні 2008 р. у подружжя Попкових залишилося по 21 %. (їхній сукупний пакет зменшився на 21,7 %), а контроль над Odnoklassniki.ru перейшов до Digital Sky Technologies. Тепер у Ou Tobias і Digital Sky Technologies у сумі 58 %, але контроль над мережею в останніх.
Керуючою компанією є Odnoklassniki Ltd., що зареєстрована в Лондоні. Її статутний капітал становить 1402 фунти стерлінгів ($2800), а доходи від розміщення реклами (за І квартал 2008 р.) — $3,3 млн.

## Блокування в Україні
Згідно рішення Ради національної безпеки і оборони України від 28 квітня 2017 року сайт соціальної мережі Однокласники було внесено до списку санкцій разом з іншими відомими інтернет сервісами як Mail.Ru, ВКонтакті  і Яндекс. Санкції передбачають блокування доступу до відповідних соціальних мереж.
30 травня 2017 американське видання Wall Street Journal випустило статтю, в якій розповідається про загрози російських соцмереж ВКонтакте і Одноклассники. Так наприклад, після того, як на сході України почалася війна, американська компанія з кібербезпеки CrowdStrike виявила, що російські хакери, пов'язані з групою APT 28, поширили через «Вконтакте» вірус для додатка для Android. Шкідлива програма проникла в програмне забезпечення для українських артилеристів, яке розробив Ярослав Шерстюк. Програма дозволяла розрахувати дані для наведення українських гаубиць. Однак, російський вірус дозволив зламати програму і визначати місце розташування української артилерії, щоб потім російські сили могли завдати по них удару. В інших випадках хакери намагалися вивести з ладу електропідстанцію в Києві та електромережу в Західній Україні. Експерти з кібербезпеки вважають, що соцмережі представляють ще більшу небезпеку, ніж пропаганда, ставши стартовими майданчиками для хакерських атак, стверджує видання.

## Використання імені
11 серпня 2008 р. Арбітражний суд Москви вирішив конфлікт між Odnoklassniki.ru і «Odnoclassniki.km.ru» на користь першого, присудивши Альберту Попкову 100 тис. руб компенсації та зобов'язавши «КМ онлайн» припинити використання позначення «odnoklassniki» у доменному імені odnoklassniki.km.ru у мережі Інтернет. 10 вересня 2008 р. у своїй апеляційній скарзі КМ онлайн вказала: «Слово однокласники не підлягає правовій охороні й не може бути зареєстровано як товарний знак на тій підставі, що характеризує властивість товару».

## Цікаві факти
- Odnoklassniki.ru — двічі лауреат російської Національної премії «Премія Рунета» за 2006 і 2007 рр., лауреат І російської загальнонаціональної премії в області індустрії розваг «Russian Entertainment Awards» у 2007 р. у номінації «Вебсайт року», володар Гран-Прі за «Вплив на офлайн» у мережному конкурсі Російського Онлайн ТОР++ (POTOP++) 2008 р.
- Одна з найактуальніших для ресурсу проблем — регулярна поява псевдо-анкет відомих людей. Також можна казати, що інформацією з Odnoklassniki.ru користуються співробітники спецслужб, а також банки, що розшукують боржників: «…Ці чутки лише наполовину відповідають дійсності. Було лише кілька випадків, коли співробітники правоохоронних органів використали інформацію із сайту для знаходження правопорушників», — Альберт Попков, засновник Odnoklassniki.ru
- Кілька років тому на сайті з'явилася можливість створювати так звані «групи». Після чого на сайті почалися нові форми спілкування. З'явилася різноманітні «фамільні», «армійські» та групи за інтересами. Серед останніх відзначилися групи: «Ангелы у камина» (адміністратор Світлана Голуб), «ПіК» (адміністратор Людмила Щербата) тощо. Між деякими групами точаться «війни», ведуться «перемовини» та укладаються «угоди». Таким чином сайт Одноклассники став цікавим об'єктом для соціологів і політологів.